# Paloma Arranz
Paloma Arranz Santamarta (Valladolid, 15 de agosto de 1969) es una exjugadora de balonmano española, que jugó en la selección española y participó en los Juegos Olímpicos de Barcelona 92.

## Trayectoria
Empezó a jugar en el deporte escolar vallisoletano, con 9 años,en la prolífica escuela de La Enseñanza y continuó en el CDU de Valladolidcon el que estuvo en la máxima categoría del balonmano femenino nacional desde el año 1984 hasta el 1995 (casi las mismas que el equipo vallisoletano estuvo en la máxima división). Fue campeona de España infantil y juvenil junto a, entre otras, la también olímpica en Barcelona'92 Blanca Martín Calero.Terminó su carrera en San Sebastián, jugando con el Bidebieta.
Fue una de las primeras jugadoras españolas que compitieron en el Mundial A, en Noruega 1993, donde terminó su periplo con la selección, el 30 de noviembre de 1993. Inició sus internacionalidades el 11 de junio de 1987 en un amistoso ante Canadá (marcó sus primeros 3 goles con la selección.
Se retiró en 1997 cuando tenía 28 años.
Desde el 2018 forma parte de la directiva del Club Deportivo Balonmano Aula Cultural de Valladolid coordinando, además, los equipos de base femeninos del club.

### Clubes
- 1983–95: CDU de Valladolid
- 1995–96: Bidebieta

## Galardones
- 2 x  Medalla de Bronce en los Juegos Mediterráneos (1991, 1993)[2]

## Vida
Estudió cocina en San Sebastián y se dedica, en la actualidad, a ser consultora para empresas de hostelería. Además tiene una desarrollada faceta como participante en organizaciones políticas y culturales, sobre todo en favor de la comunidad LGBT. Es tía de la también jugadora de balonmano Clara Gascó.